# Erwin (Tennessee)
Erwin is een plaats (city) in de Amerikaanse staat Tennessee, en valt bestuurlijk gezien onder Unicoi County.

## Demografie
Bij de volkstelling in 2000 werd het aantal inwoners vastgesteld op 5610.
In 2006 is het aantal inwoners door het United States Census Bureau geschat op 5806, een stijging van 196 (3,5%).

## Geografie
Volgens het United States Census Bureau beslaat de plaats een oppervlakte van
9,2 km², geheel bestaande uit land. Erwin ligt op ongeveer 539 m boven zeeniveau.

## Plaatsen in de nabije omgeving
De onderstaande figuur toont nabijgelegen plaatsen in een straal van 20 km rond Erwin.

## Trivia
De circusolifant Mary werd in Erwin opgehangen en ligt begraven naast de rails waar ze is opgehangen.